# Baby Reindeer
Baby Reindeer is een Britse televisieserie uit 2024 die werd geproduceerd voor Netflix. Het vertelt het waargebeurde verhaal van komiek Richard Gadd die jarenlang werd gestalkt. De serie werd geschreven door Gadd, die tevens de hoofdrol in de serie vertolkt. Andere belangrijke rollen werden gespeeld door Jessica Gunning, Nava Mau en Tom Goodman-Hill. De serie won vier Primetime Emmy Awards en twee Golden Globes.

## Rolverdeling
| Acteur                | Personage        |
| --------------------- | ---------------- |
| Richard Gadd          | Donny Dunn       |
| Jessica Gunning       | Martha Scott     |
| Nava Mau              | Teri             |
| Tom Goodman-Hill      | Darrien O'Connor |
| Hugh Coles            | Francis          |
| Danny Kirrane         | Gino             |
| Shalom Brune-Franklin | Keeley           |
| Nina Sosanya          | Liz              |

## Achtergrond
Het verhaal is gebaseerd op waargebeurde feiten. In de vijf jaar dat Gadd gestalkt werd ontving hij 41071 e-mails, 350 uur aan voicemails, 744 tweets, 46 Facebookberichten en 106 pagina's brieven en enkele cadeaus van zijn stalker. De e-mails en berichten die getoond worden in de serie zijn echt.
Het verhaal van zijn stalker was het onderwerp van een show die Gadd opvoerde op het Edinburgh Fringe Festival in 2019. Later voerde hij het stuk op in het The Bush Theatre in Londen. Hij ontving hiervoor een Olivier Award for Outstanding Achievement at an Affiliate Theatre.

## Afleveringen
| Aflevering | Titel        | Schrijver(s) | Regisseur            | Uitzenddatum  |  |
| --- | ------------ | ------------ | -------------------- | ------------- |  |
| 1 | Aflevering 1 | Richard Gadd | Weronika Tofilska    | 11 april 2024 |  |
| In dienst bij een pub geeft een barman, die na een verhuizing naar Londen moeite heeft om een carrière als komiek op te bouwen, een gratis kop thee aan een klant genaamd Martha Scott, die zegt advocaat en overheidsadviseur te zijn. Martha komt vervolgens iedere dag langs om monologen te houden over haar leven en te flirten met de barman, Donny Dunn, die geïntrigeerd raakt door Martha. Martha begint Donny tientallen mails per dag te sturen. Donny en Martha drinken samen koffie in een café voor Martha's verjaardag, waarbij Martha publiekelijk schreeuwt tegen Donny. Na afloop achtervolgt Donny Martha naar haar huis en gluurt hij naar haar van buiten haar huis, totdat hij betrapt wordt door haar. Wanneer Donny optreedt bij een komediecompetitie, vestigt Martha, zonder uitnodiging in het publiek, de aandacht op zich, waarna Donny zich kwalificeert voor de halve finales. Na afloop zegt Martha tegen Donny van hem te houden. Thuis ziet Donny een vriendschapsverzoek van Martha op Facebook. Hij ontdekt dat Martha een veroordeelde stalker is, maar accepteert het verzoek. |              |              |                      |               |  |
| 2 | Aflevering 2 | Richard Gadd | Weronika Tofilska    | 11 april 2024 |  |
| Martha reageert op oude Facebook-berichten van Donny en vraagt hem om informatie over andere vrouwen die hij kent. Donny date via een datingsite stiekem met een therapeut genaamd Teri en doet zich tegen haar voor als bouwvakker Tony, uit angst dat iemand ontdekt dat hij date met een transgender. Hij laat Teri de vele mails van Martha zien en wordt door haar aangemoedigd naar de politie te stappen, maar weigert dat. Donny probeert Martha duidelijk te maken geen toekomst met haar te willen, maar is voorzichtig wanneer Martha verdrietig wordt, waarna Martha dagelijks achter Donny aanloopt om over hun toekomst te praten. Donny probeert zijn collega's ervan te overtuigen Martha de toegang tot de pub te ontzeggen, maar in plaats daarvan stuurt een van de collega's vanaf Donny's account een mail naar Martha waarin hij vraagt om anale seks. Donny heeft na gebruik van drugs een succesvolle date met Teri, die vermoedt dat hij het gestalk door Martha leuk vindt, maar laat haar na afloop achter in de metro, uit schaamte om te zoenen met een transgender en angst om zijn ware identiteit te moeten onthullen aan Teri. Onderweg naar huis treft Donny Martha en wordt hij door haar aangerand. |              |              |                      |               |  |
| 3 | Aflevering 3 | Richard Gadd | Weronika Tofilska    | 11 april 2024 |  |
| Donny bezoekt Teri om aan haar zijn excuses aan te bieden en zijn ware identiteit te onthullen en wordt na enkele minuten weggestuurd. Thuis aangekomen treft Donny wederom Martha, die zich onder de naam Sheila heeft aangesloten bij de kookgroep van Liz, de moeder van Donny's ex-vriendin Keeley en eigenaar van het huis waarin Donny woont. Martha verlaat het huis nadat Donny dreigt de politie te bellen. Zij valt vervolgens Keeley lastig op Facebook en verblijft uren per dag in een bushokje dicht bij Donny's huis. Donny brengt Martha op een koude nacht van het bushokje terug naar haar huis en vraagt haar om hem met rust te laten, waarbij hij doet alsof hij een liefdesrelatie tussen hen beëindigt. De halve finale van de komediecompetitie waaraan Donny deelneemt wordt bezocht door Teri. Donny's optreden wordt onderbroken wanneer Martha vanuit het publiek begint te zingen en schreeuwen. Martha wordt weggevoerd, maar achtervolgt vervolgens Donny en Teri, die opnieuw daten. Martha doet xenofobe en transfobe uitspraken jegens Teri en valt haar aan, voordat Martha door Donny wordt weggestuurd. |              |              |                      |               |  |
| 4 | Aflevering 4 | Richard Gadd | Weronika Tofilska    | 11 april 2024 |  |
| Terwijl Donny na zes maanden aangifte doet tegen Martha, denkt hij terug aan een paar jaar eerder. Zijn komedie-optredens in een pub in Edinburgh verlopen moeizaam wanneer hij de bekende scenarioschrijver Darrien O'Connor ontmoet. Darrien bezoekt een dag later een optreden van Donny en adviseert hem de weken daarna over zijn steeds succesvollere show, totdat hij niet meer van zich laat horen en Donny's show minder populair worden. Donny gaat naar een toneelschool in Oxford, waar hij Keeley ontmoet. Darrien hervat het contact met Donny om hem te vragen om voor hem te schrijven. Hopend dat Darrien hem helpt bij zijn carrière gaat Donny na zijn verhuizing met Keeley naar Londen regelmatig langs bij Darrien thuis. Daar krijgt hij telkens een andere vorm van drugs toegediend van Darrien en voert Darrien seksuele handelingen bij hem uit tijdens zijn bewusteloosheid. Een paar dagen nadat hij is verkracht door Darrien, gaat Donny terug naar huis, waar Keeley hem verlaat. In onzekerheid probeert Donny seks en dates met partners van verschillende genders, totdat hij verliefd wordt op Teri. In het heden heeft Donny moeite om wel aangifte te doen tegen Martha en niet tegen Donny. |              |              |                      |               |  |
| 5 | Aflevering 5 | Richard Gadd | Josephine Bornebusch | 11 april 2024 |  |
| Martha wordt de toegang ontzegd tot de pub waar Donny werkt, maar Donny blijft lastiggevallen worden door haar. Nadat Martha Keeley aanvalt op straat, vertelt Donny over het stalken en wordt hij door Liz gevraagd het huis te verlaten. Donny trekt in bij twee oude kennissen die regelmatig luidruchtige feestjes blijken te organiseren. Hij, zoekend naar privacy, besteedt meer tijd met Teri, zoekend naar veiligheid, en vertelt haar misschien biseksueel te zijn. Hun relatie wordt intiemer, maar verslechtert vervolgens vanwege de trauma's van hen beide. Overtuigd door Teri doet Donny wederom aangifte tegen Martha, waarna de politie de zaak serieus begint te nemen. Martha accepteert hulp van de politie en houdt zich aan een contactverbod. Donny krijgt een obsessie met Martha en stelt zich voor dat hij seks heeft met haar. Dat verbetert zijn libido en daarmee zijn relatie met Teri. Donny wordt gebeld door zijn ouders, die in paniek zijn nadat Martha hen vertelde dat Donny een ongeluk heeft gehad. |              |              |                      |               |  |
| 6 | Aflevering 6 | Richard Gadd | Josephine Bornebusch | 11 april 2024 |  |
| Donny bezoekt zijn ouders, die worden lastiggevallen door Martha, en vertelt hen over zijn ervaring met Martha. De politie wordt ingeschakeld, maar onderneemt geen actie. Donny lokt Martha erin om het contactverbod te verbreken, om nieuwe actie van de politie af te dwingen. Op het politiebureau blijkt Martha al het contact met Donny te hebben opgenomen en te hebben opgestuurd naar de politie zonder klacht. De politie geeft Donny een waarschuwing. Daarop besluit Teri haar relatie met Donny te beëindigen. Martha bezoekt opnieuw de pub waar Donny werkt om hem te beledigen. Donny begint over de eerdere aanklachten tegen Martha, waarna Martha Donny aanvalt en verwondt. Donny's collega's overtuigen Donny ervan geen aangifte te doen en bezoeken hem bij de finale van de komediecompetitie, waarvoor Donny een vrijstelling had gekregen. Nadat een grap mislukt, vertelt Donny op het podium langdurig over zijn schaamte, schuld en onzekerheid en de grooming, verkrachting en stalking die hij heeft meegemaakt. |              |              |                      |               |  |
| 7 | Aflevering 7 | Richard Gadd | Josephine Bornebusch | 11 april 2024 |  |
| Een opname van Donny's toespraak is op het internet viraal gegaan, leidend tot nieuwe carrièrekansen voor Donny. Martha ontdekt Donny's telefoonnummer en stuurt hem voicemails. Donny bezoekt zijn ouders om hen te vertellen over zijn mogelijke biseksualiteit en zijn verkrachting voordat Martha dat zou doen. Zijn vader vertelt hem vroeger ook seksueel misbruikt te zijn. Terwijl Donny terugreist naar Engeland, krijgt Donny vele voicemails van Martha, waarna hij opnieuw aangifte doet. Op aanraden van een agent luistert Donny maandenlang naar Martha's voicemails, zoekend naar een uitspraak om aangifte tegen te doen. Donny doet aangifte van een bedreiging richting zijn ouders. Martha zegt in een rechtszaak schuldig te zijn aan het maandenlang lastigvallen van Donny en zijn ouders en het stalken van Donny en krijgt negen maanden gevangenisstraf en een contactverbod van vijf jaar. Donny is gestopt met komedie en gaat op aanraden van Keeley weer wonen bij Liz. Hij vindt het script dat hij schreef voor Darrien en bezoekt Darrien, maar kan hem niet confronteren. Donny accepteert Darriens aanbod om voor hem te werken en raakt in paniek. Hij luistert naar eerdere voicemails van Martha waarin zij hem complimenteert en vergelijkt met haar oude rendierknuffel. Nadat hij zijn portemonnee is vergeten mee te nemen, krijgt hij bij een pub gratis een dubbele wodka-cola. |              |              |                      |               |  |

## Productie
Opnames voor de serie begonnen in augustus 2022 en duurden tot en met maart 2023. De serie werd gefilmd op locaties in Edinburgh en Londen, onder meer tijdens de Edinburgh Fringe.
Actrice Jessica Gunning zei in een interview met de Los Angeles Times dat het spelen van de rol van Martha moeilijk voor haar was en heel traumatisch voelde. Nava Mau, die in de serie de rol van Teri speelt, gaf in een interview met Vogue aan te hopen dat Teri en de weergave van haar relatie met Donny mensen "aanmoedigt om meer compassie te voelen voor transgender personen en na te denken over manieren waarop we elkaar beter kunnen behandelen".

## Speculaties
Naar aanleiding van zoektochten naar de werkelijke identiteit van Martha en Derrien deed Gadd een oproep op Instagram waarin hij vroeg niet te speculeren over de identiteit van deze personen. De Britse regisseur, schrijver, cabaretier en acteur Sean Foley contacteerde de politie nadat hij op Reddit en TikTok ervan werd beschuldigd de persoon te zijn die Gadd seksueel heeft misbruikt. Er werden volgens Foley "lasterlijke, beledigende en bedreigende" online berichten over hem gepubliceerd. Volgens Gadd zijn de speculaties rond Foley onterecht.
De vrouw op wie de rol van Martha gebaseerd is gaf eind april 2024 aan van plan te zijn juridische stappen te ondernemen tegen Gadd en streamingdienst Netflix. Volgens de vrouw heeft Gadd onvoldoende gedaan om haar identiteit te verbergen en heeft ze doodsbedreigingen ontvangen van fans van de serie. Daarnaast ontkent ze een stalker te zijn en gaf ze in een interview met de Britse krant de Daily Mail aan het "echte slachtoffer" te zijn. Op 9 mei 2024 liet ze zich interviewen door Piers Morgan voor zijn YouTube programma Piers Morgan Uncensored. In het interview gaf ze aan de serie niet te hebben gezien, maar deze desondanks te beschouwen als "lasterlijk". De vrouw klaagde Netflix in juni 2024 aan voor € 156 miljoen.

## Onthaal en kijkcijfers
De serie ontving een score van 99% op Rotten Tomatoes gebaseerd op 68 reviews. In de eerste week dat de serie op Netflix beschikbaar was, stond deze in dertien landen in de top 10 van best bekeken Engelstalige series. De serie werd in de eerste week 2.6 miljoen keer bekeken.

### Prijzen en nominaties
| Jaar | Prijs                             | Categorie                                                         | Genomineerde                     | Uitslag     |
| ---- | --------------------------------- | ----------------------------------------------------------------- | -------------------------------- | ----------- |
| 2025 | Golden Globes                     | Beste miniserie of televisiefilm                                  | Beste miniserie of televisiefilm | Gewonnen    |
| 2025 | Golden Globes                     | Beste acteur in een miniserie of televisiefilm                    | Richard Gadd                     | Genomineerd |
| 2025 | Golden Globes                     | Beste vrouwelijke bijrol in een serie, miniserie of televisiefilm | Jessica Gunning                  | Gewonnen    |
| 2025 | Critics' Choice Television Awards | Beste miniserie                                                   | Beste miniserie                  | Gewonnen    |
| 2025 | Critics' Choice Television Awards | Beste acteur in een miniserie of televisiefilm                    | Richard Gadd                     | Genomineerd |
| 2025 | Critics' Choice Television Awards | Beste vrouwelijke bijrol in een miniserie of televisiefilm        | Jessica Gunning                  | Gewonnen    |
| 2025 | Satellite Awards                  | Beste miniserie of televisiefilm                                  | Beste miniserie of televisiefilm | Genomineerd |
| 2025 | Satellite Awards                  | Beste acteur in een miniserie of televisiefilm                    | Richard Gadd                     | Genomineerd |
| 2025 | Satellite Awards                  | Beste actrice in een miniserie of televisiefilm                   | Jessica Gunning                  | Genomineerd |
| 2025 | Satellite Awards                  | Beste vrouwelijke bijrol in een miniserie of televisiefilm        | Nava Mau                         | Genomineerd |
| 2025 | Film Independent Spirit Awards    | Beste nieuw gescripte serie                                       | Beste nieuw gescripte serie      | Genomineerd |
| 2025 | Film Independent Spirit Awards    | Beste hoofdrol in een nieuw gescripte serie                       | Richard Gadd                     | Gewonnen    |
| 2025 | Film Independent Spirit Awards    | Beste bijrol in een nieuw gescripte serie                         | Nava Mau                         | Gewonnen    |
| 2025 | Film Independent Spirit Awards    | Beste doorbraak in een nieuw gescripte serie                      | Jessica Gunning                  | Gewonnen    |
| 2024 | Primetime Emmy Awards             | Miniserie                                                         | Miniserie                        | Gewonnen    |
| 2024 | Primetime Emmy Awards             | Mannelijke hoofdrol in een miniserie of televisiefilm             | Richard Gadd                     | Gewonnen    |
| 2024 | Primetime Emmy Awards             | Mannelijke bijrol in een miniserie of televisiefilm               | Tom Goodman-Hill                 | Genomineerd |
| 2024 | Primetime Emmy Awards             | Vrouwelijke bijrol in een miniserie of televisiefilm              | Jessica Gunning                  | Gewonnen    |
| 2024 | Primetime Emmy Awards             | Vrouwelijke bijrol in een miniserie of televisiefilm              | Nava Mau                         | Genomineerd |
| 2024 | Primetime Emmy Awards             | Regie van een miniserie of televisiefilm                          | Weronika Tofilska                | Genomineerd |
| 2024 | Primetime Emmy Awards             | Scenario voor een miniserie of televisiefilm                      | Richard Gadd                     | Gewonnen    |
| 2024 | Hollywood Music in Media Award    | Music Supervision — Television                                    | Catherine Grieves                | Genomineerd |